# Cité Prost
La cité Prost est une ancienne voie du 11e arrondissement de Paris, en France supprimée en 2006.

## Situation et accès
La cité Prost était une voie privée située dans le 11e arrondissement de Paris. Elle débutait au 30, rue Chanzy et se terminait en impasse.

## Origine du nom
Cette voie est nommée d'après le nom du propriétaire des terrains et créateur de la cité.

## Historique
Cette voie fut supprimée physiquement par arrêté de voirie du 27 juillet 2006 et remplacée principalement par le jardin de la Folie-Titon.